# 1799
Il 1799 (MDCCXCIX in numeri romani) è un anno  del XVIII secolo.

## Eventi
- 23 gennaio – Viene proclamata la Repubblica Napoletana (o Repubblica partenopea).
- 8 febbraio – Ad Altamura viene trasportato e piantato l'albero della libertà in seguito alla proclamazione della Repubblica Napoletana. Scoppia la Rivoluzione altamurana.
- 12 marzo – Dichiarazione di guerra della Francia all'Austria e ripresa della guerra sul continente.
- 25 marzo – Prima battaglia di Stockach: Le truppe francesi vengono respinte sul Reno dalle truppe austriache.
- 26 marzo – Le truppe francesi e austriache si scontrarono nella inconcludente battaglia di Verona.
- 27 marzo – Nella guerra austro-francese il generale Schérer mette in fuga Ferdinando III di Toscana.
- 5 aprile – Battaglia di Magnano: Le truppe austriache sconfiggono quelle francesi.
- 16 aprile – Battaglia del monte Tabor: I francesi, comandati dal generale Kléber, sconfiggono gli ottomani guidati dal Pashà di Damasco.
- 27 aprile – Battaglia di Cassano d'Adda: Le forze della Seconda coalizione antifrancese, condotte dal generale russo Suvorov, sconfiggono a Cassano d'Adda quelle franco-cisalpine guidate dal generale Moreau. I francesi sono costretti a sgomberare Milano e la Lombardia.
- 28 aprile – Battaglia di Verderio: A seguito degli scontri di Cassano d'Adda del giorno precedente, la divisione francese di Sérurier, circondata dalla forze nemiche, è costretta ad arrendersi alle forze austro-russe.
- 4 maggio – Assedio di Seringapatam: Fateh Ali Tipu è sconfitto e ucciso dagli inglesi.
- 4 maggio – Inizio dell'Insurrezione antifrancese di Viareggio
- 7 maggio – Le truppe francesi si ritirano da Napoli.
- 7 maggio – Repressione dell'Insurrezione antifrancese di Viareggio
- 9 maggio – Gli altamurani capeggiati da Nicola Palomba affrontano i sanfedisti riuscendo a ucciderne circa 1400 su un totale di più di 12000[senza fonte] (Rivoluzione altamurana).
- 10 maggio – Viene repressa la Rivoluzione altamurana dai sanfedisti che entrano nella città di Altamura.
- 25 maggio – Le truppe russe di Suvorov entrano a Torino, costringendo i francesi a ripiegare su Genova.
- 13 giugno – Le truppe sanfediste pongono l'assedio a Napoli mettendo fine alla Repubblica Napoletana e dando inizio a una feroce e sanguinaria reazione.
- 19 giugno – Battaglia della Trebbia: Vittoria degli austro-russi guidati da Suvorov sui francesi guidati dal generale MacDonald.
- 15 luglio – Egitto: Viene rinvenuta dalle truppe napoleoniche la Stele di Rosetta.
- 15 agosto – Prima battaglia di Novi: Le truppe di Suvorov sconfiggono i francesi comandati dal generale Joubert (che morì in battaglia). Ritirata generale delle forze francesi dall'Italia.
- 19 settembre – Roma è abbandonata dai francesi. Cade così la Prima Repubblica Romana ad opera dei napoletani.
- 25-27 settembre – Seconda battaglia di Zurigo: L'offensiva francese guidata dal generale Andrea Massena sbaraglia le truppe austro-russe.
- 9 novembre – Colpo di Stato del 18 brumaio: Napoleone Bonaparte va al potere.

## Nati
Ci sono circa 280 voci su persone nate nel 1799; vedi la pagina Nati nel 1799 per un elenco descrittivo o la categoria Nati nel 1799 per un indice alfabetico.

## Morti
Ci sono circa 220 voci su persone morte nel 1799; vedi la pagina Morti nel 1799 per un elenco descrittivo o la categoria Morti nel 1799 per un indice alfabetico.

## Calendario
| Calendario 1799 | Calendario 1799 | Calendario 1799 | Calendario 1799 | Calendario 1799 | Calendario 1799 | Calendario 1799 | Calendario 1799 | Calendario 1799 | Calendario 1799 | Calendario 1799 | Calendario 1799 | Calendario 1799 | Calendario 1799 | Calendario 1799 | Calendario 1799 | Calendario 1799 | Calendario 1799 | Calendario 1799 | Calendario 1799 | Calendario 1799 | Calendario 1799 | Calendario 1799 | Calendario 1799 | Calendario 1799 | Calendario 1799 | Calendario 1799 | Calendario 1799 | Calendario 1799 | Calendario 1799 | Calendario 1799 | Calendario 1799 | Calendario 1799 |
| --------------- | --------------- | --------------- | --------------- | --------------- | --------------- | --------------- | --------------- | --------------- | --------------- | --------------- | --------------- | --------------- | --------------- | --------------- | --------------- | --------------- | --------------- | --------------- | --------------- | --------------- | --------------- | --------------- | --------------- | --------------- | --------------- | --------------- | --------------- | --------------- | --------------- | --------------- | --------------- | --------------- |
|                 | 1               | 2               | 3               | 4               | 5               | 6               | 7               | 8               | 9               | 10              | 11              | 12              | 13              | 14              | 15              | 16              | 17              | 18              | 19              | 20              | 21              | 22              | 23              | 24              | 25              | 26              | 27              | 28              | 29              | 30              | 31              |                 |
| Gennaio         | Ma              | Me              | Gi              | Ve              | Sa              | Do              | Lu              | Ma              | Me              | Gi              | Ve              | Sa              | Do              | Lu              | Ma              | Me              | Gi              | Ve              | Sa              | Do              | Lu              | Ma              | Me              | Gi              | Ve              | Sa              | Do              | Lu              | Ma              | Me              | Gi              |                 |
| Febbraio        | Ve              | Sa              | Do              | Lu              | Ma              | Me              | Gi              | Ve              | Sa              | Do              | Lu              | Ma              | Me              | Gi              | Ve              | Sa              | Do              | Lu              | Ma              | Me              | Gi              | Ve              | Sa              | Do              | Lu              | Ma              | Me              | Gi              |                 |                 |                 |                 |
| Marzo           | Ve              | Sa              | Do              | Lu              | Ma              | Me              | Gi              | Ve              | Sa              | Do              | Lu              | Ma              | Me              | Gi              | Ve              | Sa              | Do              | Lu              | Ma              | Me              | Gi              | Ve              | Sa              | Do              | Lu              | Ma              | Me              | Gi              | Ve              | Sa              | Do              |                 |
| Aprile          | Lu              | Ma              | Me              | Gi              | Ve              | Sa              | Do              | Lu              | Ma              | Me              | Gi              | Ve              | Sa              | Do              | Lu              | Ma              | Me              | Gi              | Ve              | Sa              | Do              | Lu              | Ma              | Me              | Gi              | Ve              | Sa              | Do              | Lu              | Ma              |                 |                 |
| Maggio          | Me              | Gi              | Ve              | Sa              | Do              | Lu              | Ma              | Me              | Gi              | Ve              | Sa              | Do              | Lu              | Ma              | Me              | Gi              | Ve              | Sa              | Do              | Lu              | Ma              | Me              | Gi              | Ve              | Sa              | Do              | Lu              | Ma              | Me              | Gi              | Ve              |                 |
| Giugno          | Sa              | Do              | Lu              | Ma              | Me              | Gi              | Ve              | Sa              | Do              | Lu              | Ma              | Me              | Gi              | Ve              | Sa              | Do              | Lu              | Ma              | Me              | Gi              | Ve              | Sa              | Do              | Lu              | Ma              | Me              | Gi              | Ve              | Sa              | Do              |                 |                 |
| Luglio          | Lu              | Ma              | Me              | Gi              | Ve              | Sa              | Do              | Lu              | Ma              | Me              | Gi              | Ve              | Sa              | Do              | Lu              | Ma              | Me              | Gi              | Ve              | Sa              | Do              | Lu              | Ma              | Me              | Gi              | Ve              | Sa              | Do              | Lu              | Ma              | Me              |                 |
| Agosto          | Gi              | Ve              | Sa              | Do              | Lu              | Ma              | Me              | Gi              | Ve              | Sa              | Do              | Lu              | Ma              | Me              | Gi              | Ve              | Sa              | Do              | Lu              | Ma              | Me              | Gi              | Ve              | Sa              | Do              | Lu              | Ma              | Me              | Gi              | Ve              | Sa              |                 |
| Settembre       | Do              | Lu              | Ma              | Me              | Gi              | Ve              | Sa              | Do              | Lu              | Ma              | Me              | Gi              | Ve              | Sa              | Do              | Lu              | Ma              | Me              | Gi              | Ve              | Sa              | Do              | Lu              | Ma              | Me              | Gi              | Ve              | Sa              | Do              | Lu              |                 |                 |
| Ottobre         | Ma              | Me              | Gi              | Ve              | Sa              | Do              | Lu              | Ma              | Me              | Gi              | Ve              | Sa              | Do              | Lu              | Ma              | Me              | Gi              | Ve              | Sa              | Do              | Lu              | Ma              | Me              | Gi              | Ve              | Sa              | Do              | Lu              | Ma              | Me              | Gi              |                 |
| Novembre        | Ve              | Sa              | Do              | Lu              | Ma              | Me              | Gi              | Ve              | Sa              | Do              | Lu              | Ma              | Me              | Gi              | Ve              | Sa              | Do              | Lu              | Ma              | Me              | Gi              | Ve              | Sa              | Do              | Lu              | Ma              | Me              | Gi              | Ve              | Sa              |                 |                 |
| Dicembre        | Do              | Lu              | Ma              | Me              | Gi              | Ve              | Sa              | Do              | Lu              | Ma              | Me              | Gi              | Ve              | Sa              | Do              | Lu              | Ma              | Me              | Gi              | Ve              | Sa              | Do              | Lu              | Ma              | Me              | Gi              | Ve              | Sa              | Do              | Lu              | Ma              |                 |